# Alfred-Toepfer-Medaille
Die Alfred-Toepfer-Medaille wurde 1986 vom Senat der Freien und Hansestadt Hamburg gestiftet, um Personen zu ehren, die sich in Hamburg in besonderem Maße um Stadtentwicklung oder Natur- und Umweltschutz verdient gemacht haben. Namensgeber war Alfred Toepfer, Unternehmer und Stifter.

## Preisträger
- 1994: Loki Schmidt[2], Botanikerin, Natur- und Pflanzenschützerin
- 1995: Hans Helmut Stoiber, österreichischer Naturschützer[3]
- 1996: Michael Otto[4], Unternehmer, Engagement für Umwelt und Nachhaltigkeit
- 2005: Gunter Demnig[5], Künstler (Stolpersteine)
- 2006: Wolfgang Curilla[6], Jurist und Politiker
- 2007: Alexander Otto[7], Wirtschaftsmanager und Stifter
- 2008: Walter Frank, Forstwirt[8]